# トラヤン・バセスク
トラヤン・バセスク（Traian Băsescu、1951年11月4日 ‐ ）はルーマニアの政治家、同国の大統領（第4代）を務めた。
下院議員、下院副議長、運輸大臣、ブカレスト市長、民主党（現在の民主自由党）党首、人民運動党党首、上院議員、欧州議会議員を歴任。

## 概要
ルーマニア東部コンスタンツァ県出身。親欧米派。ルーマニア革命以来2代の大統領が拒み続けてきたチャウシェスク政権時代の秘密警察ファイルの公開を行い、また汚職の摘発などにも精力的であった。2004年には北大西洋条約機構に、2007年には欧州連合への加盟を果たした。しかし、2007年4月19日に代議院によって職務停止となり、弾劾される。同年5月19日の国民投票で勝利し、職務にとどまる。
世界金融危機がルーマニアに波及すると、同国の経済状況も悪化し、国際通貨基金（IMF）から200億ユーロの支援を受ける代わりに、政府は公務員の給与25％削減や増税などの緊縮財政策を打ち出した。これに対し反発の声が挙がり、2012年1月中旬から全国で反政府デモが勃発。バセスクは辞任要求に晒され、首相のエミール・ボックは事態の責任を取り首相を辞任した。
その後、2012年5月に首相に就任したヴィクトル・ポンタとの対立が激化。大統領権限を越えて緊縮政策を進めたという理由で同年7月6日にて大統領職務を停止する決議が代議院にて可決され、7月29日に留任の是非を問う国民投票が行われた。財政緊縮を進めた結果、国民からの人気は低迷し、国民投票でも投票者の大半が罷免に賛成したとみられたが国民投票成立に必要な投票率に届かず、バセスクは続投することとなった。2014年に任期満了で退任。

## 略歴
- 1976年 「ミルチャ老公」商船大学航海学部商業科卒
- 1995年 ノルウェー・アカデミー海運業課程修了
- 1976年 国営 NAVROM 海運会社職員
- 1989年 ルーマニア運輸省民間航行査察局長
- 1990年 ルーマニア運輸省海運担当次官補
- 1991年 ルーマニア運輸相
- 1992年 下院議員（民主党）
- 1996年 ルーマニア運輸相
- 2000年6月 ブカレスト市長
- 2001年5月 民主党党首
- 2004年12月 大統領に就任
- 2005年5月 来日
- 2007年4月19日 下院が大統領職務停止を可決
- 2009年12月 大統領選挙で再選
- 2010年3月 来日
- 2012年7月6日 議会で大統領職務停止を可決
- 2014年 大統領退任
- 2015年10月 人民運動党に加入
- 2016年3月 人民運動党党首（2018年辞任）
- 2016年12月 上院議員（2019年辞任）
- 2019年 欧州議会議員（2024年退任）